# Liebesparade
Liebesparade ist eine US-amerikanische musikalische Filmkomödie von Ernst Lubitsch. Die Hauptrollen sind mit Maurice Chevalier und Jeanette MacDonald besetzt. 
Der Film, dessen Drehbuch auf dem Bühnenstück The Prince Consort von Jules Chancel und Léon Xanrof basiert, wurde 1929 gedreht. Premiere hatte er am 19. November 1929 in New York. Allgemein startete er in den amerikanischen Kinos erst zwei Monate später, am 19. Januar 1930.

## Handlung
Im Königreich Sylvania sind die schon relativ alten Kabinettsmitglieder besorgt, dass Königin Luise noch unverheiratet ist. Zur selben Zeit wird der Botschafter Graf Alfred zurückgerufen. Er ist in Paris wegen zahlreicher Affären in Ungnade gefallen. Die Königin, die von diesen Affären erfahren hat, fordert den Grafen auf, seine Fähigkeiten bei ihr unter Beweis zu stellen. Die Minister sind mit diesem Arrangement zufrieden, zumal auch Alfreds Diener Jacques mit der Kammerzofe der Königin, Lulu, anbandelt.
Alfred und die Königin heiraten. Doch schon bald kommt Alfred nicht damit zurecht, Anweisungen seiner königlichen Ehefrau ausführen zu müssen, besonders wenn es um seine Anwesenheit bei Verhandlungen mit anderen Ländern geht. Als er bei der Eröffnung des königlichen Opernhauses zugegen sein soll, weigert er sich. Er beschließt, nach Paris zu reisen, um sich dort scheiden zu lassen. Erst als die Königin ihm verspricht, ihn zum König zu machen und ihr gleichzustellen, bleibt er. Die beiden finden ihr Glück.

## Hintergrund
Der Film ist einer der 700 Produktionen von Paramount Pictures, die zwischen 1929 und 1949 gedreht wurden, und deren Vermarktungsrechte 1958 an Universal Pictures verkauft wurden. Er hatte ein geschätztes Budget von ca. 650.000 US-Dollar. Der Film war nicht nur der erste Tonfilm für Ernst Lubitsch. Es ist die erste amerikanische Musical-Produktion, in der die Songs mit einer richtigen Erzählung verbunden werden.
Da der Hauptdarsteller Maurice Chevalier in Frankreich sehr bekannt war, veröffentlichte Paramount auch eine französische Version des Films mit dem Titel Parade d'amour.
Ernst Lubitsch drehte hier seinen ersten Tonfilm. Für Jeanette MacDonald war es ihr Filmdebüt. Lillian Roth stand zum dritten Mal in einem Film vor der Kamera. In einer kleinen Nebenrolle ist Jean Harlow zu sehen.
Die diesmal nominierten Hans Dreier (gebürtiger Deutscher) und Franklin Hansen konnten in ihrer späteren Karriere Oscars gewinnen – Dreier drei Oscars, Hansen einen. Als Kameratechniker waren die späteren Chef-Kameramänner Lucien Ballard und Loyal Griggs am Set.

## Kritiken
Variety bezeichnete den Film als „feine, fast schon grandiose Unterhaltung“ und hob besonders die „großartige Ausstattung und Kostümierung, die melodiöse Musik, die scharfsinnige Regie, den Humor und den allgemeinen Unterhaltungs-Anspruch“ hervor.
Dennis Schwarz ist geteilter Meinung. Die erste Hälfte des Films „leg[e] mit Schwung los“, durch den „Geschlechterkampf“ [werde] der Film in der zweiten Hälfte schleppend.

## Auszeichnungen
1930 erhielt der Film sechs Oscarnominierungen, ging aber leer aus. Er wurde in den Kategorien Bester Film, Beste Regie (Ernst Lubitsch), Bester Hauptdarsteller (Maurice Chevalier), Beste Kamera (Victor Milner), Bester Ton (Franklin Hansen) und Beste Ausstattung (Hans Dreier) nominiert.

## Lieder

„His Master’s Voice“ produzierte die Platten für den weltweiten Verkauf. Hier March of the Genadiers mit Jeanette MacDonald.

Die Lieder des Filmes wurden von Victor Schertzinger (Melodie) und Clifford Grey (Text) komponiert.
- Champagne – gesungen von Lupino Lane
- Paris, Stay the Same – gesungen von Maurice Chevalier und Lupino Lane
- Dream Lover – gesungen von Jeanette MacDonald
- Anything to Please the Queen – gesungen von Jeanette MacDonald und Maurice Chevalier
- My Love Parade – gesungen von Maurice Chevalier und Jeanette MacDonald
- Let’s Be Common – gesungen von Lupino Lane und Lillian Roth
- March of the Grenadiers – gesungen von Jeanette MacDonald und den Revel(l)ers
- Nobody’s Using it Now – gesungen von Maurice Chevalier
- The Queen is Always Right – gesungen von Lupino Lane, Lillian Roth und Chor